# Казыевка
Казыевка — деревня в Лысковском муниципальном округе Нижегородской области России.

## География
Деревня находится в центральной части Нижегородской области, в зоне хвойно-широколиственных лесов, в пределах Приволжской возвышенности, на берегах реки Чечеры, на расстоянии приблизительно 21 километра (по прямой) к юго-востоку от города Лыскова, административного центра района.
Климат
Климат характеризуется как умеренно континентальный, с относительно коротким умеренно тёплым летом и холодной продолжительной зимой. Среднегодовая температура — 3,7 °C. Средняя температура воздуха самого тёплого месяца (июля) — 18,7 °C (абсолютный максимум — 36 °C); самого холодного (января) — −12 °C (абсолютный минимум — −44 °C). Продолжительность безморозного периода составляет 206—212 дней. Среднегодовое количество атмосферных осадков составляет около 588 мм, из которых 410 мм выпадает в период с апреля по октябрь. Устойчивый снежный покров держится около 150—160 дней.
Часовой пояс
Деревня Казыевка, как и вся Нижегородская область, находится в часовой зоне МСК (московское время). Смещение применяемого времени относительно UTC составляет +3:00.

## Население
| 2002 | 2010 |
| ---- | ---- |
| 53   | ↘8   |

Национальный состав
Согласно результатам переписи 2002 года, в национальной структуре населения русские составляли 98 %.